# Ibach (commune)
Pour les articles homonymes, voir Ibach.
Ibach est une commune de Bade-Wurtemberg (Allemagne), située dans l'arrondissement de Waldshut, dans le district de Fribourg-en-Brisgau.

## Jumelage
- Pohrsdorf, un quartier de la commune de Tharandt (Allemagne) depuis 1990

## Bâtiments et monuments
- Abbaye de Neuenzell (Unteribach)